# Матч за звание чемпиона мира по шахматам 1910 (Ласкер — Шлехтер)
Матч на первенство мира по шахматам между Эмануилом Ласкером и Карлом Шлехтером проходил с 7 января по 10 февраля 1910 года в Вене и Берлине.
Первоначально предполагалось провести матч на большинство из 30 партий, причём Шлехтеру, по некоторым источникам, для завоевания звания чемпиона мира нужно было добиться перевеса в 2 очка. Но из-за недостатка средств матч проводился на большинство из 10 партий. Такое изменение регламента некоторые историки считают основанием не рассматривать этот матч как матч на первенство мира.
Впервые в истории борьбы за звание чемпиона мира матч завершился вничью. Ласкер сохранил звание чемпиона.

## Таблица матча
| № | Участники      | 1 | 2 | 3 | 4 | 5 | 6 | 7 | 8 | 9 | 10 | Очки |
| - | -------------- | - | - | - | - | - | - | - | - | - | -- | ---- |
| 1 | Эмануил Ласкер | ½ | ½ | ½ | ½ | 0 | ½ | ½ | ½ | ½ | 1  | 5    |
| 2 | Карл Шлехтер   | ½ | ½ | ½ | ½ | 1 | ½ | ½ | ½ | ½ | 0  | 5    |

## Примечательные партии

### Ласкер — Шлехтер
|   | a | b | c | d | e | f | g | h |   |
| - | --- | --- | --- | --- | --- | --- | --- | --- | - |
| 8 | f8 чёрная ладья · h8 чёрный король · a7 чёрная пешка · e7 чёрная пешка · f7 чёрная ладья · g7 чёрный слон · b5 чёрный конь · h5 чёрный ферзь · a4 белый конь · c4 белая ладья · d4 белая пешка · f4 белая пешка · a3 белая пешка · d3 белый ферзь · f3 белая ладья · d2 белый слон · e2 белый король | f8 чёрная ладья · h8 чёрный король · a7 чёрная пешка · e7 чёрная пешка · f7 чёрная ладья · g7 чёрный слон · b5 чёрный конь · h5 чёрный ферзь · a4 белый конь · c4 белая ладья · d4 белая пешка · f4 белая пешка · a3 белая пешка · d3 белый ферзь · f3 белая ладья · d2 белый слон · e2 белый король | f8 чёрная ладья · h8 чёрный король · a7 чёрная пешка · e7 чёрная пешка · f7 чёрная ладья · g7 чёрный слон · b5 чёрный конь · h5 чёрный ферзь · a4 белый конь · c4 белая ладья · d4 белая пешка · f4 белая пешка · a3 белая пешка · d3 белый ферзь · f3 белая ладья · d2 белый слон · e2 белый король | f8 чёрная ладья · h8 чёрный король · a7 чёрная пешка · e7 чёрная пешка · f7 чёрная ладья · g7 чёрный слон · b5 чёрный конь · h5 чёрный ферзь · a4 белый конь · c4 белая ладья · d4 белая пешка · f4 белая пешка · a3 белая пешка · d3 белый ферзь · f3 белая ладья · d2 белый слон · e2 белый король | f8 чёрная ладья · h8 чёрный король · a7 чёрная пешка · e7 чёрная пешка · f7 чёрная ладья · g7 чёрный слон · b5 чёрный конь · h5 чёрный ферзь · a4 белый конь · c4 белая ладья · d4 белая пешка · f4 белая пешка · a3 белая пешка · d3 белый ферзь · f3 белая ладья · d2 белый слон · e2 белый король | f8 чёрная ладья · h8 чёрный король · a7 чёрная пешка · e7 чёрная пешка · f7 чёрная ладья · g7 чёрный слон · b5 чёрный конь · h5 чёрный ферзь · a4 белый конь · c4 белая ладья · d4 белая пешка · f4 белая пешка · a3 белая пешка · d3 белый ферзь · f3 белая ладья · d2 белый слон · e2 белый король | f8 чёрная ладья · h8 чёрный король · a7 чёрная пешка · e7 чёрная пешка · f7 чёрная ладья · g7 чёрный слон · b5 чёрный конь · h5 чёрный ферзь · a4 белый конь · c4 белая ладья · d4 белая пешка · f4 белая пешка · a3 белая пешка · d3 белый ферзь · f3 белая ладья · d2 белый слон · e2 белый король | f8 чёрная ладья · h8 чёрный король · a7 чёрная пешка · e7 чёрная пешка · f7 чёрная ладья · g7 чёрный слон · b5 чёрный конь · h5 чёрный ферзь · a4 белый конь · c4 белая ладья · d4 белая пешка · f4 белая пешка · a3 белая пешка · d3 белый ферзь · f3 белая ладья · d2 белый слон · e2 белый король | 8 |
| 7 | f8 чёрная ладья · h8 чёрный король · a7 чёрная пешка · e7 чёрная пешка · f7 чёрная ладья · g7 чёрный слон · b5 чёрный конь · h5 чёрный ферзь · a4 белый конь · c4 белая ладья · d4 белая пешка · f4 белая пешка · a3 белая пешка · d3 белый ферзь · f3 белая ладья · d2 белый слон · e2 белый король | f8 чёрная ладья · h8 чёрный король · a7 чёрная пешка · e7 чёрная пешка · f7 чёрная ладья · g7 чёрный слон · b5 чёрный конь · h5 чёрный ферзь · a4 белый конь · c4 белая ладья · d4 белая пешка · f4 белая пешка · a3 белая пешка · d3 белый ферзь · f3 белая ладья · d2 белый слон · e2 белый король | f8 чёрная ладья · h8 чёрный король · a7 чёрная пешка · e7 чёрная пешка · f7 чёрная ладья · g7 чёрный слон · b5 чёрный конь · h5 чёрный ферзь · a4 белый конь · c4 белая ладья · d4 белая пешка · f4 белая пешка · a3 белая пешка · d3 белый ферзь · f3 белая ладья · d2 белый слон · e2 белый король | f8 чёрная ладья · h8 чёрный король · a7 чёрная пешка · e7 чёрная пешка · f7 чёрная ладья · g7 чёрный слон · b5 чёрный конь · h5 чёрный ферзь · a4 белый конь · c4 белая ладья · d4 белая пешка · f4 белая пешка · a3 белая пешка · d3 белый ферзь · f3 белая ладья · d2 белый слон · e2 белый король | f8 чёрная ладья · h8 чёрный король · a7 чёрная пешка · e7 чёрная пешка · f7 чёрная ладья · g7 чёрный слон · b5 чёрный конь · h5 чёрный ферзь · a4 белый конь · c4 белая ладья · d4 белая пешка · f4 белая пешка · a3 белая пешка · d3 белый ферзь · f3 белая ладья · d2 белый слон · e2 белый король | f8 чёрная ладья · h8 чёрный король · a7 чёрная пешка · e7 чёрная пешка · f7 чёрная ладья · g7 чёрный слон · b5 чёрный конь · h5 чёрный ферзь · a4 белый конь · c4 белая ладья · d4 белая пешка · f4 белая пешка · a3 белая пешка · d3 белый ферзь · f3 белая ладья · d2 белый слон · e2 белый король | f8 чёрная ладья · h8 чёрный король · a7 чёрная пешка · e7 чёрная пешка · f7 чёрная ладья · g7 чёрный слон · b5 чёрный конь · h5 чёрный ферзь · a4 белый конь · c4 белая ладья · d4 белая пешка · f4 белая пешка · a3 белая пешка · d3 белый ферзь · f3 белая ладья · d2 белый слон · e2 белый король | f8 чёрная ладья · h8 чёрный король · a7 чёрная пешка · e7 чёрная пешка · f7 чёрная ладья · g7 чёрный слон · b5 чёрный конь · h5 чёрный ферзь · a4 белый конь · c4 белая ладья · d4 белая пешка · f4 белая пешка · a3 белая пешка · d3 белый ферзь · f3 белая ладья · d2 белый слон · e2 белый король | 7 |
| 6 | f8 чёрная ладья · h8 чёрный король · a7 чёрная пешка · e7 чёрная пешка · f7 чёрная ладья · g7 чёрный слон · b5 чёрный конь · h5 чёрный ферзь · a4 белый конь · c4 белая ладья · d4 белая пешка · f4 белая пешка · a3 белая пешка · d3 белый ферзь · f3 белая ладья · d2 белый слон · e2 белый король | f8 чёрная ладья · h8 чёрный король · a7 чёрная пешка · e7 чёрная пешка · f7 чёрная ладья · g7 чёрный слон · b5 чёрный конь · h5 чёрный ферзь · a4 белый конь · c4 белая ладья · d4 белая пешка · f4 белая пешка · a3 белая пешка · d3 белый ферзь · f3 белая ладья · d2 белый слон · e2 белый король | f8 чёрная ладья · h8 чёрный король · a7 чёрная пешка · e7 чёрная пешка · f7 чёрная ладья · g7 чёрный слон · b5 чёрный конь · h5 чёрный ферзь · a4 белый конь · c4 белая ладья · d4 белая пешка · f4 белая пешка · a3 белая пешка · d3 белый ферзь · f3 белая ладья · d2 белый слон · e2 белый король | f8 чёрная ладья · h8 чёрный король · a7 чёрная пешка · e7 чёрная пешка · f7 чёрная ладья · g7 чёрный слон · b5 чёрный конь · h5 чёрный ферзь · a4 белый конь · c4 белая ладья · d4 белая пешка · f4 белая пешка · a3 белая пешка · d3 белый ферзь · f3 белая ладья · d2 белый слон · e2 белый король | f8 чёрная ладья · h8 чёрный король · a7 чёрная пешка · e7 чёрная пешка · f7 чёрная ладья · g7 чёрный слон · b5 чёрный конь · h5 чёрный ферзь · a4 белый конь · c4 белая ладья · d4 белая пешка · f4 белая пешка · a3 белая пешка · d3 белый ферзь · f3 белая ладья · d2 белый слон · e2 белый король | f8 чёрная ладья · h8 чёрный король · a7 чёрная пешка · e7 чёрная пешка · f7 чёрная ладья · g7 чёрный слон · b5 чёрный конь · h5 чёрный ферзь · a4 белый конь · c4 белая ладья · d4 белая пешка · f4 белая пешка · a3 белая пешка · d3 белый ферзь · f3 белая ладья · d2 белый слон · e2 белый король | f8 чёрная ладья · h8 чёрный король · a7 чёрная пешка · e7 чёрная пешка · f7 чёрная ладья · g7 чёрный слон · b5 чёрный конь · h5 чёрный ферзь · a4 белый конь · c4 белая ладья · d4 белая пешка · f4 белая пешка · a3 белая пешка · d3 белый ферзь · f3 белая ладья · d2 белый слон · e2 белый король | f8 чёрная ладья · h8 чёрный король · a7 чёрная пешка · e7 чёрная пешка · f7 чёрная ладья · g7 чёрный слон · b5 чёрный конь · h5 чёрный ферзь · a4 белый конь · c4 белая ладья · d4 белая пешка · f4 белая пешка · a3 белая пешка · d3 белый ферзь · f3 белая ладья · d2 белый слон · e2 белый король | 6 |
| 5 | f8 чёрная ладья · h8 чёрный король · a7 чёрная пешка · e7 чёрная пешка · f7 чёрная ладья · g7 чёрный слон · b5 чёрный конь · h5 чёрный ферзь · a4 белый конь · c4 белая ладья · d4 белая пешка · f4 белая пешка · a3 белая пешка · d3 белый ферзь · f3 белая ладья · d2 белый слон · e2 белый король | f8 чёрная ладья · h8 чёрный король · a7 чёрная пешка · e7 чёрная пешка · f7 чёрная ладья · g7 чёрный слон · b5 чёрный конь · h5 чёрный ферзь · a4 белый конь · c4 белая ладья · d4 белая пешка · f4 белая пешка · a3 белая пешка · d3 белый ферзь · f3 белая ладья · d2 белый слон · e2 белый король | f8 чёрная ладья · h8 чёрный король · a7 чёрная пешка · e7 чёрная пешка · f7 чёрная ладья · g7 чёрный слон · b5 чёрный конь · h5 чёрный ферзь · a4 белый конь · c4 белая ладья · d4 белая пешка · f4 белая пешка · a3 белая пешка · d3 белый ферзь · f3 белая ладья · d2 белый слон · e2 белый король | f8 чёрная ладья · h8 чёрный король · a7 чёрная пешка · e7 чёрная пешка · f7 чёрная ладья · g7 чёрный слон · b5 чёрный конь · h5 чёрный ферзь · a4 белый конь · c4 белая ладья · d4 белая пешка · f4 белая пешка · a3 белая пешка · d3 белый ферзь · f3 белая ладья · d2 белый слон · e2 белый король | f8 чёрная ладья · h8 чёрный король · a7 чёрная пешка · e7 чёрная пешка · f7 чёрная ладья · g7 чёрный слон · b5 чёрный конь · h5 чёрный ферзь · a4 белый конь · c4 белая ладья · d4 белая пешка · f4 белая пешка · a3 белая пешка · d3 белый ферзь · f3 белая ладья · d2 белый слон · e2 белый король | f8 чёрная ладья · h8 чёрный король · a7 чёрная пешка · e7 чёрная пешка · f7 чёрная ладья · g7 чёрный слон · b5 чёрный конь · h5 чёрный ферзь · a4 белый конь · c4 белая ладья · d4 белая пешка · f4 белая пешка · a3 белая пешка · d3 белый ферзь · f3 белая ладья · d2 белый слон · e2 белый король | f8 чёрная ладья · h8 чёрный король · a7 чёрная пешка · e7 чёрная пешка · f7 чёрная ладья · g7 чёрный слон · b5 чёрный конь · h5 чёрный ферзь · a4 белый конь · c4 белая ладья · d4 белая пешка · f4 белая пешка · a3 белая пешка · d3 белый ферзь · f3 белая ладья · d2 белый слон · e2 белый король | f8 чёрная ладья · h8 чёрный король · a7 чёрная пешка · e7 чёрная пешка · f7 чёрная ладья · g7 чёрный слон · b5 чёрный конь · h5 чёрный ферзь · a4 белый конь · c4 белая ладья · d4 белая пешка · f4 белая пешка · a3 белая пешка · d3 белый ферзь · f3 белая ладья · d2 белый слон · e2 белый король | 5 |
| 4 | f8 чёрная ладья · h8 чёрный король · a7 чёрная пешка · e7 чёрная пешка · f7 чёрная ладья · g7 чёрный слон · b5 чёрный конь · h5 чёрный ферзь · a4 белый конь · c4 белая ладья · d4 белая пешка · f4 белая пешка · a3 белая пешка · d3 белый ферзь · f3 белая ладья · d2 белый слон · e2 белый король | f8 чёрная ладья · h8 чёрный король · a7 чёрная пешка · e7 чёрная пешка · f7 чёрная ладья · g7 чёрный слон · b5 чёрный конь · h5 чёрный ферзь · a4 белый конь · c4 белая ладья · d4 белая пешка · f4 белая пешка · a3 белая пешка · d3 белый ферзь · f3 белая ладья · d2 белый слон · e2 белый король | f8 чёрная ладья · h8 чёрный король · a7 чёрная пешка · e7 чёрная пешка · f7 чёрная ладья · g7 чёрный слон · b5 чёрный конь · h5 чёрный ферзь · a4 белый конь · c4 белая ладья · d4 белая пешка · f4 белая пешка · a3 белая пешка · d3 белый ферзь · f3 белая ладья · d2 белый слон · e2 белый король | f8 чёрная ладья · h8 чёрный король · a7 чёрная пешка · e7 чёрная пешка · f7 чёрная ладья · g7 чёрный слон · b5 чёрный конь · h5 чёрный ферзь · a4 белый конь · c4 белая ладья · d4 белая пешка · f4 белая пешка · a3 белая пешка · d3 белый ферзь · f3 белая ладья · d2 белый слон · e2 белый король | f8 чёрная ладья · h8 чёрный король · a7 чёрная пешка · e7 чёрная пешка · f7 чёрная ладья · g7 чёрный слон · b5 чёрный конь · h5 чёрный ферзь · a4 белый конь · c4 белая ладья · d4 белая пешка · f4 белая пешка · a3 белая пешка · d3 белый ферзь · f3 белая ладья · d2 белый слон · e2 белый король | f8 чёрная ладья · h8 чёрный король · a7 чёрная пешка · e7 чёрная пешка · f7 чёрная ладья · g7 чёрный слон · b5 чёрный конь · h5 чёрный ферзь · a4 белый конь · c4 белая ладья · d4 белая пешка · f4 белая пешка · a3 белая пешка · d3 белый ферзь · f3 белая ладья · d2 белый слон · e2 белый король | f8 чёрная ладья · h8 чёрный король · a7 чёрная пешка · e7 чёрная пешка · f7 чёрная ладья · g7 чёрный слон · b5 чёрный конь · h5 чёрный ферзь · a4 белый конь · c4 белая ладья · d4 белая пешка · f4 белая пешка · a3 белая пешка · d3 белый ферзь · f3 белая ладья · d2 белый слон · e2 белый король | f8 чёрная ладья · h8 чёрный король · a7 чёрная пешка · e7 чёрная пешка · f7 чёрная ладья · g7 чёрный слон · b5 чёрный конь · h5 чёрный ферзь · a4 белый конь · c4 белая ладья · d4 белая пешка · f4 белая пешка · a3 белая пешка · d3 белый ферзь · f3 белая ладья · d2 белый слон · e2 белый король | 4 |
| 3 | f8 чёрная ладья · h8 чёрный король · a7 чёрная пешка · e7 чёрная пешка · f7 чёрная ладья · g7 чёрный слон · b5 чёрный конь · h5 чёрный ферзь · a4 белый конь · c4 белая ладья · d4 белая пешка · f4 белая пешка · a3 белая пешка · d3 белый ферзь · f3 белая ладья · d2 белый слон · e2 белый король | f8 чёрная ладья · h8 чёрный король · a7 чёрная пешка · e7 чёрная пешка · f7 чёрная ладья · g7 чёрный слон · b5 чёрный конь · h5 чёрный ферзь · a4 белый конь · c4 белая ладья · d4 белая пешка · f4 белая пешка · a3 белая пешка · d3 белый ферзь · f3 белая ладья · d2 белый слон · e2 белый король | f8 чёрная ладья · h8 чёрный король · a7 чёрная пешка · e7 чёрная пешка · f7 чёрная ладья · g7 чёрный слон · b5 чёрный конь · h5 чёрный ферзь · a4 белый конь · c4 белая ладья · d4 белая пешка · f4 белая пешка · a3 белая пешка · d3 белый ферзь · f3 белая ладья · d2 белый слон · e2 белый король | f8 чёрная ладья · h8 чёрный король · a7 чёрная пешка · e7 чёрная пешка · f7 чёрная ладья · g7 чёрный слон · b5 чёрный конь · h5 чёрный ферзь · a4 белый конь · c4 белая ладья · d4 белая пешка · f4 белая пешка · a3 белая пешка · d3 белый ферзь · f3 белая ладья · d2 белый слон · e2 белый король | f8 чёрная ладья · h8 чёрный король · a7 чёрная пешка · e7 чёрная пешка · f7 чёрная ладья · g7 чёрный слон · b5 чёрный конь · h5 чёрный ферзь · a4 белый конь · c4 белая ладья · d4 белая пешка · f4 белая пешка · a3 белая пешка · d3 белый ферзь · f3 белая ладья · d2 белый слон · e2 белый король | f8 чёрная ладья · h8 чёрный король · a7 чёрная пешка · e7 чёрная пешка · f7 чёрная ладья · g7 чёрный слон · b5 чёрный конь · h5 чёрный ферзь · a4 белый конь · c4 белая ладья · d4 белая пешка · f4 белая пешка · a3 белая пешка · d3 белый ферзь · f3 белая ладья · d2 белый слон · e2 белый король | f8 чёрная ладья · h8 чёрный король · a7 чёрная пешка · e7 чёрная пешка · f7 чёрная ладья · g7 чёрный слон · b5 чёрный конь · h5 чёрный ферзь · a4 белый конь · c4 белая ладья · d4 белая пешка · f4 белая пешка · a3 белая пешка · d3 белый ферзь · f3 белая ладья · d2 белый слон · e2 белый король | f8 чёрная ладья · h8 чёрный король · a7 чёрная пешка · e7 чёрная пешка · f7 чёрная ладья · g7 чёрный слон · b5 чёрный конь · h5 чёрный ферзь · a4 белый конь · c4 белая ладья · d4 белая пешка · f4 белая пешка · a3 белая пешка · d3 белый ферзь · f3 белая ладья · d2 белый слон · e2 белый король | 3 |
| 2 | f8 чёрная ладья · h8 чёрный король · a7 чёрная пешка · e7 чёрная пешка · f7 чёрная ладья · g7 чёрный слон · b5 чёрный конь · h5 чёрный ферзь · a4 белый конь · c4 белая ладья · d4 белая пешка · f4 белая пешка · a3 белая пешка · d3 белый ферзь · f3 белая ладья · d2 белый слон · e2 белый король | f8 чёрная ладья · h8 чёрный король · a7 чёрная пешка · e7 чёрная пешка · f7 чёрная ладья · g7 чёрный слон · b5 чёрный конь · h5 чёрный ферзь · a4 белый конь · c4 белая ладья · d4 белая пешка · f4 белая пешка · a3 белая пешка · d3 белый ферзь · f3 белая ладья · d2 белый слон · e2 белый король | f8 чёрная ладья · h8 чёрный король · a7 чёрная пешка · e7 чёрная пешка · f7 чёрная ладья · g7 чёрный слон · b5 чёрный конь · h5 чёрный ферзь · a4 белый конь · c4 белая ладья · d4 белая пешка · f4 белая пешка · a3 белая пешка · d3 белый ферзь · f3 белая ладья · d2 белый слон · e2 белый король | f8 чёрная ладья · h8 чёрный король · a7 чёрная пешка · e7 чёрная пешка · f7 чёрная ладья · g7 чёрный слон · b5 чёрный конь · h5 чёрный ферзь · a4 белый конь · c4 белая ладья · d4 белая пешка · f4 белая пешка · a3 белая пешка · d3 белый ферзь · f3 белая ладья · d2 белый слон · e2 белый король | f8 чёрная ладья · h8 чёрный король · a7 чёрная пешка · e7 чёрная пешка · f7 чёрная ладья · g7 чёрный слон · b5 чёрный конь · h5 чёрный ферзь · a4 белый конь · c4 белая ладья · d4 белая пешка · f4 белая пешка · a3 белая пешка · d3 белый ферзь · f3 белая ладья · d2 белый слон · e2 белый король | f8 чёрная ладья · h8 чёрный король · a7 чёрная пешка · e7 чёрная пешка · f7 чёрная ладья · g7 чёрный слон · b5 чёрный конь · h5 чёрный ферзь · a4 белый конь · c4 белая ладья · d4 белая пешка · f4 белая пешка · a3 белая пешка · d3 белый ферзь · f3 белая ладья · d2 белый слон · e2 белый король | f8 чёрная ладья · h8 чёрный король · a7 чёрная пешка · e7 чёрная пешка · f7 чёрная ладья · g7 чёрный слон · b5 чёрный конь · h5 чёрный ферзь · a4 белый конь · c4 белая ладья · d4 белая пешка · f4 белая пешка · a3 белая пешка · d3 белый ферзь · f3 белая ладья · d2 белый слон · e2 белый король | f8 чёрная ладья · h8 чёрный король · a7 чёрная пешка · e7 чёрная пешка · f7 чёрная ладья · g7 чёрный слон · b5 чёрный конь · h5 чёрный ферзь · a4 белый конь · c4 белая ладья · d4 белая пешка · f4 белая пешка · a3 белая пешка · d3 белый ферзь · f3 белая ладья · d2 белый слон · e2 белый король | 2 |
| 1 | f8 чёрная ладья · h8 чёрный король · a7 чёрная пешка · e7 чёрная пешка · f7 чёрная ладья · g7 чёрный слон · b5 чёрный конь · h5 чёрный ферзь · a4 белый конь · c4 белая ладья · d4 белая пешка · f4 белая пешка · a3 белая пешка · d3 белый ферзь · f3 белая ладья · d2 белый слон · e2 белый король | f8 чёрная ладья · h8 чёрный король · a7 чёрная пешка · e7 чёрная пешка · f7 чёрная ладья · g7 чёрный слон · b5 чёрный конь · h5 чёрный ферзь · a4 белый конь · c4 белая ладья · d4 белая пешка · f4 белая пешка · a3 белая пешка · d3 белый ферзь · f3 белая ладья · d2 белый слон · e2 белый король | f8 чёрная ладья · h8 чёрный король · a7 чёрная пешка · e7 чёрная пешка · f7 чёрная ладья · g7 чёрный слон · b5 чёрный конь · h5 чёрный ферзь · a4 белый конь · c4 белая ладья · d4 белая пешка · f4 белая пешка · a3 белая пешка · d3 белый ферзь · f3 белая ладья · d2 белый слон · e2 белый король | f8 чёрная ладья · h8 чёрный король · a7 чёрная пешка · e7 чёрная пешка · f7 чёрная ладья · g7 чёрный слон · b5 чёрный конь · h5 чёрный ферзь · a4 белый конь · c4 белая ладья · d4 белая пешка · f4 белая пешка · a3 белая пешка · d3 белый ферзь · f3 белая ладья · d2 белый слон · e2 белый король | f8 чёрная ладья · h8 чёрный король · a7 чёрная пешка · e7 чёрная пешка · f7 чёрная ладья · g7 чёрный слон · b5 чёрный конь · h5 чёрный ферзь · a4 белый конь · c4 белая ладья · d4 белая пешка · f4 белая пешка · a3 белая пешка · d3 белый ферзь · f3 белая ладья · d2 белый слон · e2 белый король | f8 чёрная ладья · h8 чёрный король · a7 чёрная пешка · e7 чёрная пешка · f7 чёрная ладья · g7 чёрный слон · b5 чёрный конь · h5 чёрный ферзь · a4 белый конь · c4 белая ладья · d4 белая пешка · f4 белая пешка · a3 белая пешка · d3 белый ферзь · f3 белая ладья · d2 белый слон · e2 белый король | f8 чёрная ладья · h8 чёрный король · a7 чёрная пешка · e7 чёрная пешка · f7 чёрная ладья · g7 чёрный слон · b5 чёрный конь · h5 чёрный ферзь · a4 белый конь · c4 белая ладья · d4 белая пешка · f4 белая пешка · a3 белая пешка · d3 белый ферзь · f3 белая ладья · d2 белый слон · e2 белый король | f8 чёрная ладья · h8 чёрный король · a7 чёрная пешка · e7 чёрная пешка · f7 чёрная ладья · g7 чёрный слон · b5 чёрный конь · h5 чёрный ферзь · a4 белый конь · c4 белая ладья · d4 белая пешка · f4 белая пешка · a3 белая пешка · d3 белый ферзь · f3 белая ладья · d2 белый слон · e2 белый король | 1 |
|   | a | b | c | d | e | f | g | h |   |

1. d4 d5 2. c4 c6 3. Кf3 Кf6 4. e3 g6 5. Кc3 Сg7 6. Сd3 O-O 7. Фc2 Кa6 8. a3 dc 9. С:c4 b5 10. Сd3 b4 11. Кa4 ba 12. ba Сb7 13. Лb1 Фc7 14. Кe5 Кh5 15. g4 С:e5 16. gh Сg7 17. hg hg 18. Фc4 Сc8 19. Лg1 Фa5+ 20. Сd2 Фd5 21. Лc1 Сb7 22. Фc2 Фh5 23. С:g6 Ф:h2 24. Лf1 fg 25. Фb3+ Лf7 26. Ф:b7 Лaf8 27. Фb3 Крh8 28. f4 g5 29. Фd3 gf 30. ef Фh4+ 31. Крe2 Фh2+ 32. Лf2 Фh5+ 33. Лf3 Кc7 34. Л:c6 Кb5 35. Лc4 (см. диаграмму)
35 …Л:f4?! (ненужная жертва качества, необходимо было 35 …Лd8 с шансами на выигрыш) 36. С:f4 Л:f4 37. Лc8+ Сf8 38. Крf2 Фh2+ 39. Крe1 Фh1+ 40. Лf1 Фh4+ 41. Крd2 Л:f1 42. Ф:f1 Ф:d4+ 43. Фd3 Фf2+ 44. Крd1 Кd6 45. Лc5, и белые выиграли на 71-м ходу.